# En las colinas de Manchuria
«En las colinas de Manchuria» (en ruso: На сопках Маньчжурии, romanización Na sopkaj Man'chzhurii) es un vals del compositor ruso Iliá Alekséyevich Shatrov estrenado en 1906. El arreglo original y orquestal está escrito en mi bemol menor, mientras que el arreglo folclórico está en fa menor. Fue compuesto en honor a los soldados caídos del regimiento al que Iliá pertenecía, que yacen en sus tumbas en Manchuria, tras la guerra ruso-japonesa. En cambio, más tarde se adaptaron varias líricas alternas a la melodía original, especialmente durante la Segunda Guerra Mundial.

## Historia

### Antecedentes
En febrero de 1905, el 214.º Regimiento de Infantería de Reserva Mokshan, en las últimas duras batallas entre Mukden y Liaoyang de la guerra ruso-japonesa (véase la Batalla de Mukden), cayó en un cerco japonés y estuvo constantemente sujeto a ataques enemigos durante once días. En el momento crítico, cuando las municiones ya se estaban agotando, el comandante del regimiento, el coronel Pyotr Pobyvanets, dio la orden: «El estandarte y la orquesta, ¡adelante!». Alekséyevich Shatrov, que en ese entonces era el director de la banda de la unidad, condujo a la orquesta hasta el parapeto de la trinchera, dio la orden de tocar una marcha de batalla y dirigió a la orquesta detrás de la bandera del regimiento, en lo que los soldados alentados se apresuraron a estropear las bayonetas contrarias. Durante el conflicto, los militares rusos atacaron continuamente a los japoneses al son de la música de la orquesta, hasta finalmente romper el cerco. Aunque el comandante del regimiento murió en plena batalla, quedaron setecientos miembros del personal de cuatro mil del regimiento, mientras que de la orquesta sólo quedaron siete músicos. Por esta hazaña, todos los intérpretes de la orquesta fueron condecorados con las Cruces de San Jorge, e Iliá Shatrov fue condecorado con la Orden de Oficial de San Estanislao, de 3ª clase, con espadas (la segunda condecoración de este tipo de la banda), y la orquesta recibió unas pipas de plata honoríficas.

### Composición posterior
Tras el final de la guerra en Asia en 1905, el regimiento Mokshan permaneció en Manchuria durante todo un año, donde de una vez en una caseta de vigilancia por orden del nuevo comandante del regimiento, Iliá comenzó a escribir el vals como una dedicación hacia sus compañeros de armas caídos.
En mayo de 1906, el Regimiento Mokshan regresó a su lugar de despliegue en Zlatoúst. Ya en verano, Iliá Shatrov compuso la primera versión del vals, la cual tituló originalmente como «El regimiento Mokshansky en las colinas de Manchuria» (en ruso: Мокшанскій полкъ на сопкахъ Маньчжурии, romanización Mokshanskiy polk' na sopkaj' Man'chzhurii). El 18 de septiembre de ese mismo año el regimiento de Mokshansk fue trasladado a la ciudad de Samara. Aquí, Shatrov conoció y entabló amistad con el profesor, compositor y editor de música Oskar Philippovich Knaub (1866-1920), que ayudó seriamente al aspirante a compositor a completar el vals para su posterior publicación; consecuentemente adquirió la propiedad del mismo. Por lo que en el verano de 1907, la tienda de ediciones baratas de Oskar Knaub empezó a vender partituras del vals de Iliá Shatrov.
El 24 de abril de 1908 en Samara, en el Jardín Strukovsky, tuvo lugar la primera interpretación del vals por una banda de música. Al principio, el público recibió el vals con bastante frialdad, pero más tarde la popularidad del vals comenzó a crecer, y a partir de 1910 la circulación de los discos de gramófono con una grabación del vals comenzó a superar a la de otros valses de moda. Luego de que la obra logró un éxito colosal en los tres primeros años después de su escritura, se habían publicado unas 82 ediciones diferentes de la pieza.

## Letra
Poco después de la publicación de la melodía, el poeta Stepán Petrov, más conocido por el seudónimo de «Skitalets», proporcionó la letra que contribuyó a su mayor notoriedad.

Ruso:

Тихо вокруг, сопки покрыты мглой, Вот из-за туч блеснула луна,

Могилы хранят покой. Белеют кресты - это герои спят.

Прошлого тени кружат давно, О жертвах боёв твердят.

Плачет, плачет мать родная, Плачет молодая жена,

Плачут все, как один человек,

Злой рок и я судьнбу!

Тихо вокруг, ветер туман унёс,

На сопках маньчжурских воины спят

И русских не слышат слёз.

Пусть гаолян вам навевает сны,

Спите герои русской земли,

Отчизны родной сыны.

Плачет, плачет мать родная,

Плачет молодая жена,

Плачут все, как один человек,

Злой рок и я судьнбу!

Вы пали за Русь, погибли вы за Отчизну,

Поверьте, мы за вас отомстим

И справим кровавую тризну!

Traducción:

A nuestro alrededor, hay calma; Las colinas están cubiertas por la niebla,

De repente, la luna brilla a través de las nubes,

Graves mantienen la calma.

El resplandor blanco de las cruces: los héroes están dormidos.

Las sombras del pasado giran alrededor,

recordando a las víctimas de las batallas.

La querida madre está derramando lágrimas,

la joven esposa está llorando, todos como uno lloran,

maldiciendo el destino, maldiciendo el destino!

A nuestro alrededor, hay calma; El viento se llevó la niebla,

los guerreros duermen en las colinas de Manchuria

y no pueden oír las lágrimas rusas.

Dejad que el susurro del sorgo os adormezca,

Duerman en paz, héroes de la tierra rusa,

Queridos hijos de la Patria.

Querida madre está derramando lágrimas,

la joven esposa está llorando, todos como uno lloran,

maldiciendo el destino, maldiciendo el destino!

Te enamoraste de Rusia, pereciste por la Patria,

créanos, te vengaremos y celebraremos un velatorio sangriento.